# مايك بيسلي
مايك بيسلي (بالإنجليزية: Mike Beesley)‏ هو لاعب كرة قدم بريطاني في مركز الهجوم، ولد في 10 يونيو 1942 في High Beach ‏ في المملكة المتحدة. لعب مع نادي بيتربورو يونايتد ونادي دوفر ونادي ساوثيند يونايتد ووست هام يونايتد.